# Convento dos Grilos
A Igreja e Colégio de São Lourenço, popularmente conhecida pela Igreja dos Grilos, é um conjunto de edifícios religiosos na cidade do Porto, em Portugal.
Construídos pelos jesuítas em 1577 em estilo maneirista barroco-jesuítico, financiados por doações de fiéis, assim como de Frei Luís Álvaro de Távora, Comendador de Leça do Balio, da Ordem de Malta, cujo brasão de armas encima a fachada principal, a Igreja e o Convento de São Lourenço foram erguidos com forte oposição da câmara e da população. No entanto, os seguidores de Santo Inácio de Loyola acabaram por conseguir fundar o tão ambicionado colégio com aulas gratuitas, o que conquistou rapidamente um notável êxito.
A oposição da população não era dirigida aos jesuítas, mas ao colégio que pretendiam instituir devido aos privilégios que os cidadãos tinham que impediam a permanência de nobres e fidalgos dentro da cidade, por um período superior a três dias.
Assim sendo o colégio que seria construído, chamaria filhos de nobre e fidalgos que obrigatoriamente teriam de residir na cidade, mas através de algumas artimanhas dos religiosos a oposição dos burgueses foi ultrapassada.
Com a expulsão dos jesuítas em 1759, por ordem do Marquês de Pombal, a igreja foi doada à Universidade de Coimbra até a sua compra pelos Frades Descalços de Santo Agostinho que ali ficaram de 1780 a 1832. Estes frades vieram de Espanha em 1663, instalando-se inicialmente em Lisboa, no sítio do Grilo, onde rapidamente ganharam a simpatia da povoação, ganhando o nome de "frades-grilos", dando assim o nome a igreja onde estiveram no Porto.
Durante o Cerco do Porto, os frades viram-se obrigados a abandonar o convento, tendo este sido ocupado pelas tropas liberais de D. Pedro. O Batalhão Académico, integrando Almeida Garrett, instalou-se lá. Hoje o conjunto é pertencente ao Seminário Maior que o ocupa desde 1834.